# 1865

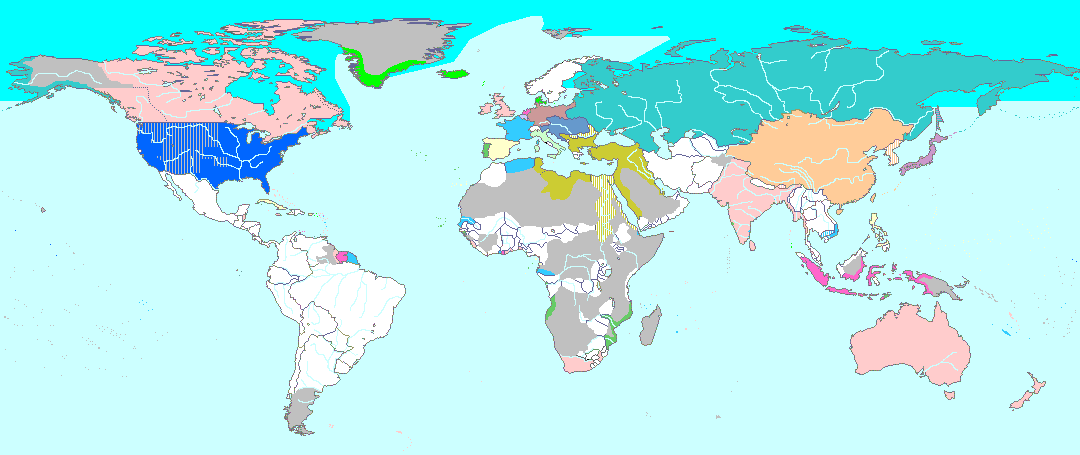
Il mondo nel 1865

Il 1865 (MDCCCLXV in numeri romani) è un anno  del XIX secolo.

## Eventi
- Lewis Carroll pubblica Le avventure di Alice nel paese delle meraviglie.
- Otto Liebmann pubblica Kant e gli epigoni.
- James H. Stirling, padre del neoidealismo inglese della seconda metà dell'Ottocento, pubblica Il segreto di Hegel.
- Un cavo telegrafico mette in collegamento l'America e l'Europa.
- Sir Thomas Sutherland (finanziere scozzese operante nel Sud-Est Asiatico e nella Cina continentale) fonda il gruppo bancario The Hong Kong and Shanghai Banking Corporation, noto dal 1992 con il nome di HSBC Holdings Plc.
- In Italia vengono approvate le leggi sull'unificazione amministrativa e giudiziaria, si diffondono le organizzazioni dei lavoratori, nel meridione si diffonde il colera.
- Joseph Lister introduce l'antisepsi in chirurgia.
- 31 gennaio – Il Congresso degli Stati Uniti abolisce la schiavitù con il XIII emendamento.
- 3 febbraio – Il re Vittorio Emanuele II si insedia a Firenze.
- 25 marzo – Termina l'assedio di Petersburg. Robert Edward Lee, comandante dell'esercito confederato, è costretto a ritirarsi dall'area di Petersburg.
- 7 aprile – Inizia l'era keio.
- 9 aprile – L'Armata della Virginia Settentrionale sudista si arrende all'Armata del Potomac nordista ad Appomattox Court House mettendo fine alla Guerra civile americana (Guerra di secessione), col generale Robert Edward Lee che firma i documenti di resa al generale Ulysses S. Grant.
- 15 aprile – Abraham Lincoln, 16º presidente degli Stati Uniti d'America, viene assassinato. Il suo vicepresidente Andrew Johnson diventa il 17º presidente.
- 5 maggio – Il presidente Jefferson Davis si incontra con il suo gabinetto confederato (14 funzionari) per l'ultima volta, a Washington, in Georgia, e il governo confederato è ufficialmente sciolto.
- 12-13 maggio – La battaglia di Palmito Ranch è l'ultimo scontro armato della guerra civile americana che qui ha termine registrando la sconfitta degli Stati Confederati.
- Gregor Mendel enuncia per la prima volta le sue leggi sull'ereditarietà.
- In Italia vengono approvate le leggi di unificazione legislativa e amministrativa del Regno d'Italia (leggi nn. 2215 e 2248). Il sistema normativo e amministrativo piemontese, a sua volta di derivazione francese, viene esteso a tutto il regno (cosiddetta Piemontesizzazione dell'Italia). A tale scopo, vengono approvati, tra i più importanti, il codice civile (r.d. n. 2358/1865), il codice di commercio (r.d. n. 2364/1865), il codice di procedura civile (r.d. n. 2366/1865), il codice di procedura penale (r.d. n. 2598/1865), la legge di ordinamento giudiziario (r.d. n. 2626/1865), relative disposizioni di attuazione (r.d. n. 2641/1865) e le leggi sui comuni e le province e la gestione della pubblica sicurezza (legge n. 2248/1865 all. A e B). L'impossibilità di trovare un accordo sulla pena di morte, che nelle province toscane non esisteva più da tempo, impedì l'adozione di un codice penale; si preferì rinviare la risoluzione del problema a tempi futuri, estendendo con minime modifiche il codice penale del Regno di Sardegna del 1859 alle altre province (r.d. n. 2599/1865), che la pena di morte avevano sempre avuto.
- Rockfeller fonda nell'Ohio la sua prima raffineria di petrolio.
- 10 giugno – Viene messa in scena per la prima volta l'opera lirica Tristano e Isotta di Richard Wagner.
- 23 giugno – Termina ufficialmente la Guerra di secessione americana. Gli Stati Confederati sono sconfitti e tornano a far parte degli Stati Uniti d'America.
- 5 luglio – Viene istituito lo United States Secret Service a Washington D.C..
- 14 luglio – L'alpinista inglese Edward Whymper e la guida alpina francese Michel Croz scalarono la vetta del Cervino con Douglas Hadow, Lord Francis Douglas, Charles Hudson, più due guide svizzere, Peter Taugwalder padre e Peter Taugwalder figlio. Lo stesso giorno, durante la discesa, Hadow, Croz, Hudson e Douglas morirono precipitando accidentalmente per oltre 1000 metri: fu uno dei più importanti incidenti alpinistici.[1]
- 24 dicembre – Alcuni veterani confederati della guerra di secessione americana fondano il Ku Klux Klan.

## Nati
Ci sono circa 680 voci su persone nate nel 1865; vedi la pagina Nati nel 1865 per un elenco descrittivo o la categoria Nati nel 1865 per un indice alfabetico.

## Morti
Ci sono circa 320 voci su persone morte nel 1865; vedi la pagina Morti nel 1865 per un elenco descrittivo o la categoria Morti nel 1865 per un indice alfabetico.

## Calendario
| Calendario 1865 | Calendario 1865 | Calendario 1865 | Calendario 1865 | Calendario 1865 | Calendario 1865 | Calendario 1865 | Calendario 1865 | Calendario 1865 | Calendario 1865 | Calendario 1865 | Calendario 1865 | Calendario 1865 | Calendario 1865 | Calendario 1865 | Calendario 1865 | Calendario 1865 | Calendario 1865 | Calendario 1865 | Calendario 1865 | Calendario 1865 | Calendario 1865 | Calendario 1865 | Calendario 1865 | Calendario 1865 | Calendario 1865 | Calendario 1865 | Calendario 1865 | Calendario 1865 | Calendario 1865 | Calendario 1865 | Calendario 1865 | Calendario 1865 |
| --------------- | --------------- | --------------- | --------------- | --------------- | --------------- | --------------- | --------------- | --------------- | --------------- | --------------- | --------------- | --------------- | --------------- | --------------- | --------------- | --------------- | --------------- | --------------- | --------------- | --------------- | --------------- | --------------- | --------------- | --------------- | --------------- | --------------- | --------------- | --------------- | --------------- | --------------- | --------------- | --------------- |
|                 | 1               | 2               | 3               | 4               | 5               | 6               | 7               | 8               | 9               | 10              | 11              | 12              | 13              | 14              | 15              | 16              | 17              | 18              | 19              | 20              | 21              | 22              | 23              | 24              | 25              | 26              | 27              | 28              | 29              | 30              | 31              |                 |
| Gennaio         | Do              | Lu              | Ma              | Me              | Gi              | Ve              | Sa              | Do              | Lu              | Ma              | Me              | Gi              | Ve              | Sa              | Do              | Lu              | Ma              | Me              | Gi              | Ve              | Sa              | Do              | Lu              | Ma              | Me              | Gi              | Ve              | Sa              | Do              | Lu              | Ma              |                 |
| Febbraio        | Me              | Gi              | Ve              | Sa              | Do              | Lu              | Ma              | Me              | Gi              | Ve              | Sa              | Do              | Lu              | Ma              | Me              | Gi              | Ve              | Sa              | Do              | Lu              | Ma              | Me              | Gi              | Ve              | Sa              | Do              | Lu              | Ma              |                 |                 |                 |                 |
| Marzo           | Me              | Gi              | Ve              | Sa              | Do              | Lu              | Ma              | Me              | Gi              | Ve              | Sa              | Do              | Lu              | Ma              | Me              | Gi              | Ve              | Sa              | Do              | Lu              | Ma              | Me              | Gi              | Ve              | Sa              | Do              | Lu              | Ma              | Me              | Gi              | Ve              |                 |
| Aprile          | Sa              | Do              | Lu              | Ma              | Me              | Gi              | Ve              | Sa              | Do              | Lu              | Ma              | Me              | Gi              | Ve              | Sa              | Do              | Lu              | Ma              | Me              | Gi              | Ve              | Sa              | Do              | Lu              | Ma              | Me              | Gi              | Ve              | Sa              | Do              |                 |                 |
| Maggio          | Lu              | Ma              | Me              | Gi              | Ve              | Sa              | Do              | Lu              | Ma              | Me              | Gi              | Ve              | Sa              | Do              | Lu              | Ma              | Me              | Gi              | Ve              | Sa              | Do              | Lu              | Ma              | Me              | Gi              | Ve              | Sa              | Do              | Lu              | Ma              | Me              |                 |
| Giugno          | Gi              | Ve              | Sa              | Do              | Lu              | Ma              | Me              | Gi              | Ve              | Sa              | Do              | Lu              | Ma              | Me              | Gi              | Ve              | Sa              | Do              | Lu              | Ma              | Me              | Gi              | Ve              | Sa              | Do              | Lu              | Ma              | Me              | Gi              | Ve              |                 |                 |
| Luglio          | Sa              | Do              | Lu              | Ma              | Me              | Gi              | Ve              | Sa              | Do              | Lu              | Ma              | Me              | Gi              | Ve              | Sa              | Do              | Lu              | Ma              | Me              | Gi              | Ve              | Sa              | Do              | Lu              | Ma              | Me              | Gi              | Ve              | Sa              | Do              | Lu              |                 |
| Agosto          | Ma              | Me              | Gi              | Ve              | Sa              | Do              | Lu              | Ma              | Me              | Gi              | Ve              | Sa              | Do              | Lu              | Ma              | Me              | Gi              | Ve              | Sa              | Do              | Lu              | Ma              | Me              | Gi              | Ve              | Sa              | Do              | Lu              | Ma              | Me              | Gi              |                 |
| Settembre       | Ve              | Sa              | Do              | Lu              | Ma              | Me              | Gi              | Ve              | Sa              | Do              | Lu              | Ma              | Me              | Gi              | Ve              | Sa              | Do              | Lu              | Ma              | Me              | Gi              | Ve              | Sa              | Do              | Lu              | Ma              | Me              | Gi              | Ve              | Sa              |                 |                 |
| Ottobre         | Do              | Lu              | Ma              | Me              | Gi              | Ve              | Sa              | Do              | Lu              | Ma              | Me              | Gi              | Ve              | Sa              | Do              | Lu              | Ma              | Me              | Gi              | Ve              | Sa              | Do              | Lu              | Ma              | Me              | Gi              | Ve              | Sa              | Do              | Lu              | Ma              |                 |
| Novembre        | Me              | Gi              | Ve              | Sa              | Do              | Lu              | Ma              | Me              | Gi              | Ve              | Sa              | Do              | Lu              | Ma              | Me              | Gi              | Ve              | Sa              | Do              | Lu              | Ma              | Me              | Gi              | Ve              | Sa              | Do              | Lu              | Ma              | Me              | Gi              |                 |                 |
| Dicembre        | Ve              | Sa              | Do              | Lu              | Ma              | Me              | Gi              | Ve              | Sa              | Do              | Lu              | Ma              | Me              | Gi              | Ve              | Sa              | Do              | Lu              | Ma              | Me              | Gi              | Ve              | Sa              | Do              | Lu              | Ma              | Me              | Gi              | Ve              | Sa              | Do              |                 |